# Aplidium peruvianum
Aplidium peruvianum är en sjöpungsart som beskrevs av Sanamyan och Schories 2004. Aplidium peruvianum ingår i släktet Aplidium och familjen klumpsjöpungar. Inga underarter finns listade i Catalogue of Life.